# Hol (plaats)
Hol is een plaats in de Noorse gemeente Hol, provincie Buskerud. Hol telt 329 inwoners (2007) en heeft een oppervlakte van 0,53 km².